# شمعون صحرا
شمعون صحرا (به اسپانیایی: Simón del desierto) فیلمی محصول سال ۱۹۶۵ به کارگردانی لوئیس بونوئل است. فیلم برداشت آزادی از زندگی شمعون است که در قرن پنجم می‌زیست و ۳۹ سال از عمر خود را در بالای یک ستون سپری کرد.
شمعون صحرا سومین فیلمی است (بعد از ویریدیانا و ملک‌الموت) که توسط بونوئل کارگردانی شده و کلودیو بروک و سیلویا پینال در آن ایفای نقش کرده‌اند و همسرش گوستاو الاتریسته تهیه‌کنندگی آن را بر عهده داشته‌است.

## خلاصه داستان
شمعون، یک مرد به شدت مذهبی که در قرن چهارم زندگی میکند برای نزدیکی بیشتر به خداوند از یک برج بالا میرود. شیطان میخواهد او را بر روی زمین برگرداند و در تلاش است تا او را اغفال کند.

## اطلاعات بیشتر
این آخرین فیلم دوران مکزیکی لوئیس بونوئل است. او در کل بیست فیلم از مکزیک ساخته است.
طبق گفته لوئیس بونوئل ، مدت زمان نسبتاً کوتاه اجرای فیلم 43 دقیقه از محدودیت های مالی ناشی شده است. 